# Ifosfamide
L'ifosfamide est un anticancéreux alkylant.
Il fait partie de la liste des médicaments essentiels de l'Organisation mondiale de la santé (liste mise à jour en avril 2013).